# Назаров, Фёдор Львович
Фёдор Львович Назаров — российский и американский математик, известен работами по математическому анализу.

## Биография
Получил степень доктор философии в 1993 году под руководством В. П. Хавинa.
С 1995 по 2007 год Назаров работал в университете штата Мичиган в Ист-Лансинге.
После 2007 года Назаров работал в Висконсинском университете в Мадисоне.
С 2011 года он является профессором в Кентском университете.

## Призы
- Золотая медаль на Международной математической олимпиаде 1984.
- В 1999 году присуждена премия Салема[2].
- Приглашенный докладчик на международном Конгрессе математиков в 2010 году[3].